# Будівля органів держбезпеки на Луб'янці

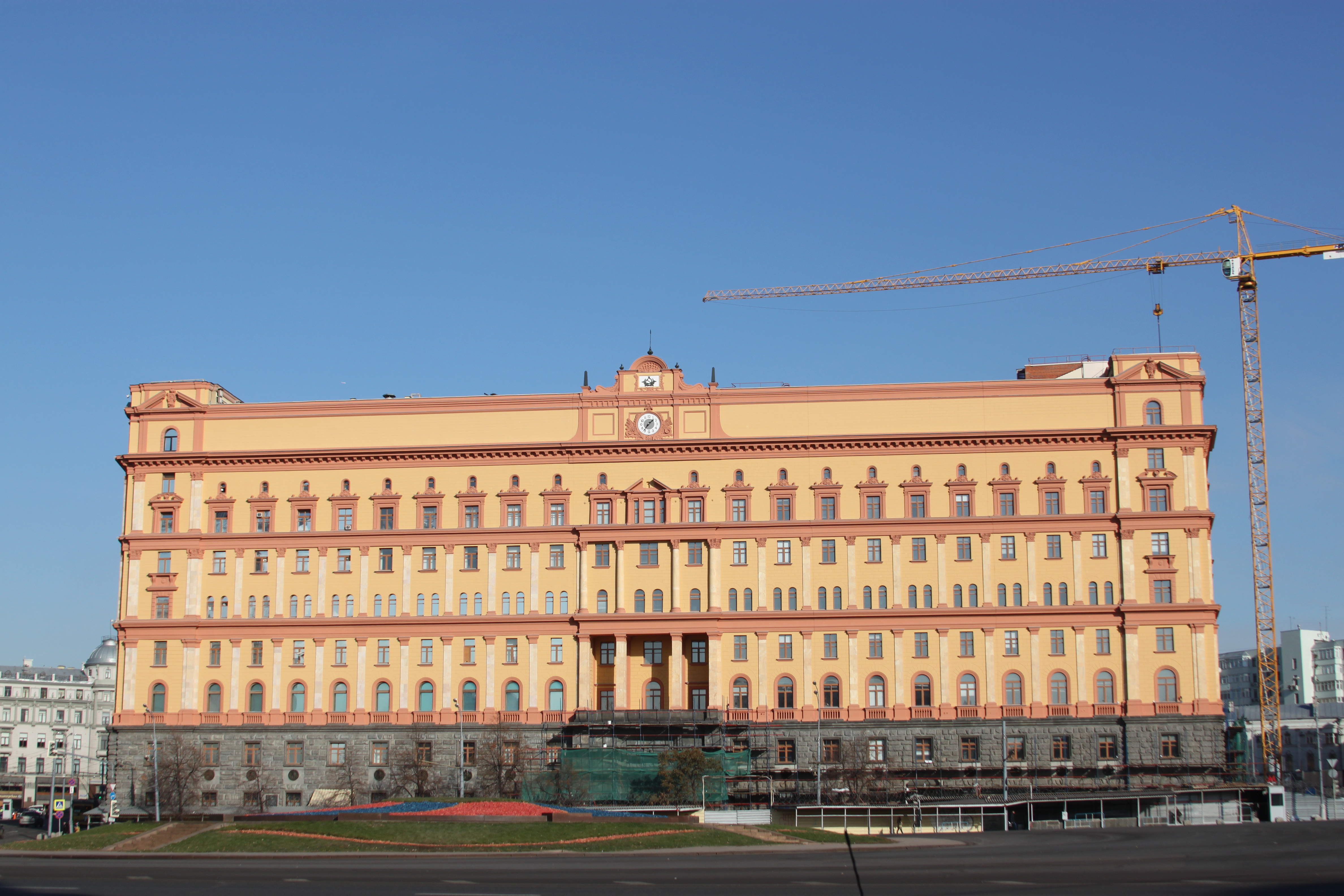
2014

Буді́вля о́рганів держбезпе́ки на Луб'я́нці була основною будівлею органів державної безпеки РРФСР та СРСР з 1919 до 1991 року. Нині входить до складу комплексу будівель Федеральної служби безпеки Росії на Луб'янській площі, на початку вулиці Велика Луб'янка (будинок 2). При цьому нині основною будівлею ФСБ є зведена на початку 1980-их років адміністративна будівля сірого кольору на протилежному боці вулиці (Велика Луб'янка, будинок 1/3).

## Дореволюційна історія

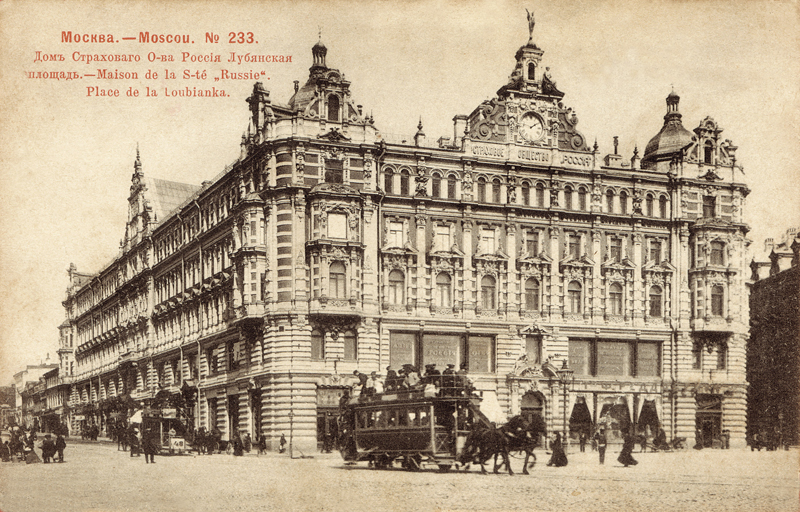
Будинок страхового товариства «Росія» до революції. Листівка

Наприкінці XIX століття страхове товариство «Росія», будучи крупною компанією з правлінням у Санкт-Петербурзі, придбала за 475 тисяч рублів сріблом у титулярного радника Мосолова земельну ділянку, що виходила на Луб'янський майдан, загальною площею 1110 квадратних саженей з усіма будівлями. Московська влада дозволила страховому товариству знести всі будівлі й «Росія» оголосила конкурс на найкращий архітектурний проєкт майбутньої будівлі. найкращим було визнано проєкт архітектора М. М. Проскурніна й за ним почалось зведення дому 1. Сама Велика Луб'янка до того часу була вже зайнята 15 офісами страхових компаній, тому «Росія» вирішує купити ще одну кутову ділянку, що також виходить на Луб'янський майдан. Так народилась ідея побудови дому 1 і дому 2 у єдиному стилі на сусідніх ділянках, розділених вулицею Мала Луб'янка, що починалась тоді від Луб'янського майдану. Знаменита будівля 2 була збудована 1897–1900 років архітектором О. В. Івановим, автором «Націоналя», за допомогою Проскурніна у стилі неокласицизму з необарочними деталями. Будинок 2 виходить на Велику Луб'янку боковим торцем. Будинок 1 та 2 на Великій Луб'янці були прибутковими домами, що належали страховому товариству «Росія». Обидві будівлі здавались «Росією» під квартири й торгові приміщення. Серед крамниць — книжкова (Наумова), швацьких машин (Попова), ліжок (Ярнушкевича), пивна лавка Васильєвої та Вороніна. У прибутковому домі було 20 квартир, по 4-9 кімнат кожна, знімання яких було у двічі-тричи дорожчим, ніж інших квартир у Москві. У цій будівлі народився генетик Володимир Ефроімсон. Будинок на Луб'янці приносив «Росії» 160 тисяч рублів річного прибутку.

## Головна будівля держбезпеки
У грудні 1918 року були ліквідовані всі приватні страхові товариства, а їхнє майно націоналізовано, в тому числі й «Росії». У травні 1919 року будинок на Великій Луб'янці, 2, спочатку вирішують віддати Московській раді профспілок, однак лише за кілька днів до нього в'їжджають представники НКВС, виселивши усіх квартиронаймачів. У вересні 1919 року частина колишнього будинку страхового товариства «Росія» займають працівники нової служби — Особливого відділу Московської НК, а потім весь будинок було віддано Центральному апарату ВНК (що раніше, з березня 1918 року, розташовувався у будівлі на Великій Луб'янці, 11). З цього часу будівля на Луб'янській площі (у 1926–1991 — Дзержинській) переходила до всіх його наступників — ОДПУ до 1934, потім НКВС та МВС СРСР (у період об'єднання відомств внутрішніх справ та держбезпеки), НКДБ та МДБ (у період існування окремих відомств держбезпеки), а з 1954 КДБ СРСР. Після 1991 року в будівлі розташовувались головні російські спецслужби, що змінювали офіційні назви (з 1996 року — ФСБ). Завдяки цій будівлі слово Луб'янка стало загальновживаним й набуло печальної слави як позначення радянських органів держбезпеки та внутрішньої тюрми на Луб'янці.
У будівлі на Луб'янці з 1920 року розташовувалась внутрішня тюрма держбезпеки, розширена у 1930-ті роки. Серед відомих бранців — Борис Савінков (загинув у будівлі на Луб'янці), Сідней Рейлі, Микола Бухарін, Осип Мандельштам, Олександр Солженіцин (змалював її в романі «У колі першому»), Владислав Андерс, Костянтин Родзаєвський (розстріляний у будівлі), Рауль Валленберг (можливо, помер чи був розстріляний у будівлі, однак достовірно його доля невідома), Янош Естергазі, Зоя Федорова.
Як місцезнаходження апарату держбезпеки вулиця Велика Луб'янка та Луб'янська площа у радянські часи носили ім'я засновника ВНК Ф. Е. Дзержинського.

## Реконструкція будівлі та розширення комплексу

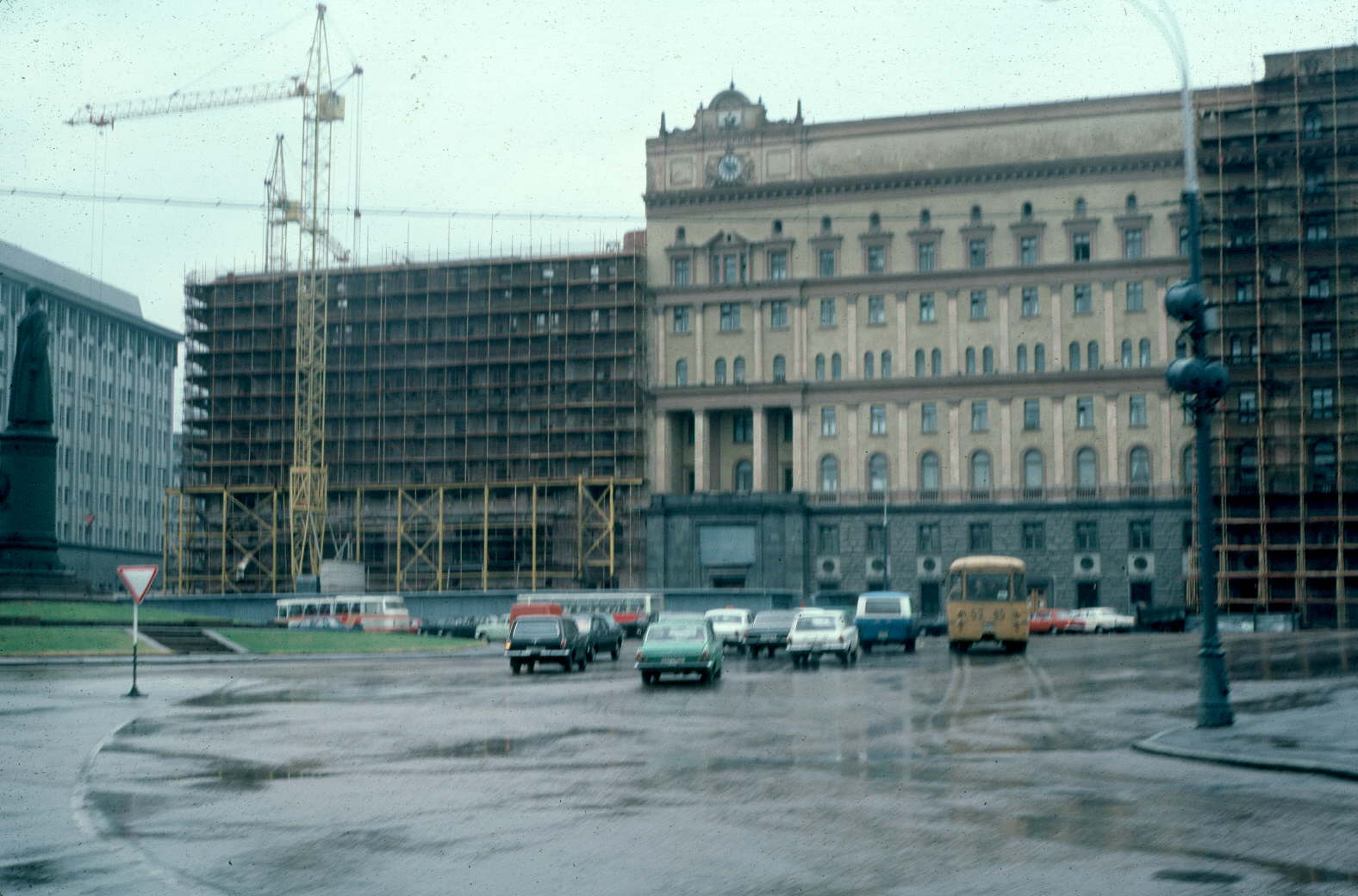
Реконструкція будівлі КДБ у 1983 році

По мірі зростання апарату спецслужб було потрібно розширення приміщень. У 1932–1933 роках за проєктом архітекторів Лангмана й Безрукова до будинку ОДПУ було прибудовано новий корпус у стилі конструктивізму. Ш-подібна будівля виходила головним фасадом на Фуркасовський провулок, а закруглені кути дивились на Велику й Малу Луб'янку..
За наркома Лаврентія Берії приймається рішення про чергове розширення будівлі. Проєкт реконструкції було доручено знаменитому О. Щусєву. Архітектору приходить ідея про капітальну реконструкцію та розширення будівлі: об'єднати дім 1, збудований Проскурніним та дім 2, зведений Івановим. Проєкт 1939 року передбачав не лише об'єднання будівель із загальним головним фасадом на Луб'янській площі, але й збільшення поверхів на 2 рівня, а також перетворення частини Малої Луб'янки від Луб'янського майдану до Фуркасовського провулку на внутрішній двір будівлі. У січні 1940 року ескіз майбутньої будівлі був затверджений Берією. До війни було зведено 2 нових поверхи, а також цілком оздоблено та реконструйовано праву частину будівлі (колишній будинок 1). Подальші роботи перервала війна. Ліва частина будівлі, хоч і була збільшена на 2 поверхи, багато в чому зберігала історичний образ початку століття, включаючи навіть деякі архітектурні елементи. Будівля залишалась асиметричною до 1983 року. Тільки тоді були завершені роботи за задумом Щусєва й будівля набула свого сучасного симетричного вигляду. Одночасно з цією останньою реконструкцією основної будівлі наприкінці 1970-их — початку 1980-их років на Луб'янці з'явились дві нові будівлі КДБ.

## Пам'ятні знаки
Перед будівлею стояв пам'ятник Дзержинському, у 1991 році перенесений до парку радянських пам'ятників у Нескучному саду. На будівлі знаходиться меморіальна дошка голові КДБ у 1967–1982 роках Ю. В. Андропову.
У 1990 році на Луб'янському майдані розміщено Соловецький камінь — пам'ятник жертвам репресій.

## Згадки у літературі
- Луб'янка — супутник-тюрма планети Странівара, у фантастичному романі Гордона Ренні, «Година страти», першої книги циклу «Лорд Солар Махаріус» зі всесвіту «Warhammer 40,000».